# مقاطعة لي فلوري (أوكلاهوما)
مقاطعة لي فلوري (بالإنجليزية: Le Flore County)‏ هي إحدى مقاطعات ولاية أوكلاهوما في الولايات المتحدة الأمريكية. بلغ عدد سكانها 48٫129 نسمة في تعداد عام 2020.